# Lebensmittel-assoziierte Viren
Als Lebensmittel-assoziierte Viren (auch kurz, nicht korrekt Lebensmittelviren) werden Viren bezeichnet, welche sich durch Kontaminationen auf Lebensmitteln befinden (Infektionsweg).

## Hintergrund
Lebensmittel bilden keinen biologischen Wirt für Viren, sprich Viren können sich in oder auf Lebensmitteln nicht vermehren. Sie können diese aber durchaus kontaminieren, und beim Verzehr einer Speise zu Erkrankungen führen. Meist handelt es sich dabei um Erkrankungen des Magen-Darm-Traktes, es können aber auch andere Krankheiten auftreten.

## Kontamination
In den meisten Fällen werden Lebensmittel durch (teilweise symptomfreie) erkrankte Personen kontaminiert. Insbesondere durch mangelnde Hygiene nach einem WC-Besuch können Viren in Lebensmittel gelangen. Einen Sonderfall nehmen Muscheln ein. Diese filtern Wasser und können dabei vorhandene Viren aufnehmen. Diese vermehren sich zwar nicht in der Muschel, sammeln sich aber im Verdauungstrakt an. Da z. B. Austern häufig roh verzehrt werden, kann dies leicht zu Erkrankungen führen.

## Häufig durch Lebensmittel verbreitete Viren
- Humane Noroviren
- Humane Rotaviren
- Hepatitis-A-Viren

## Nachweis der Viren
Die PCR ist die Standardmethode zum Nachweis von Viren in Lebensmitteln. Mittlerweile wird in vielen Fällen die Real time quantitative PCR vorgezogen.
Durch die vielen unterschiedlichen Arten von Lebensmitteln ist allerdings die Extraktion der Nucleinsäuren das eigentliche Problem im Bereich der Lebensmittelvirologie. Hier gibt es eine Fülle von unterschiedlichen Methoden, die meist speziell auf die Ausgangsmatrix zugeschnitten werden.
Als erstes Land weltweit hat Deutschland im Rahmen des §64 des LFGB eine amtliche Methode zum Nachweis von Noroviren in Tupferproben durch RT-PCR eingeführt.

## Weiterführende Literatur
- Zhang T, Breitbart M, Lee WH, et al.: RNA viral community in human feces: prevalence of plant pathogenic viruses. In: PLoS Biol. 4. Jahrgang, Nr. 1, Januar 2006, S. e3, doi:10.1371/journal.pbio.0040003, PMID 16336043, PMC 1310650 (freier Volltext) – (plosjournals.org).